# Regiobus (Gossau)
Regiobus ist ein Verkehrsbetrieb mit Sitz in Gossau im Kanton St. Gallen, der die Region Gossau–St. Gallen/Herisau abdeckt und zusätzlich zwei Linien ab dem Bahnhof Wil betreibt.

## Geschichte
1969 wurde eine Buslinie zwischen Gossau und St. Gallen Stocken unter der neuen Firma Autobus AG Gossau (AAGG) eröffnet. Als Fahrzeuge standen zwei ehemalige Postautos und ein gemieteter Bus der Verkehrsbetriebe St. Gallen (VBSG) zur Verfügung. 1977 wurde der Transportauftrag und die Führung der Linien der Verkehrsbetriebe Herisau mit zwei zusätzlichen Saurer-Bussen übernommen.
1989 erfolgten Linienerweiterungen nach Niederbüren, Herisau, Hofegg und zum Walter-Zoo. 1991 wurden der Matchexpress zu Fussballspielen des FC St. Gallen und Nachtbusse eingeführt. Der erste Niederflurbus mit automatischer Haltestellenanzeige und Fahrgastzählsystem nahm 1995 den Einsatz auf. Die AAGG besitzt in diesem Jahr bereits elf Fahrzeuge.

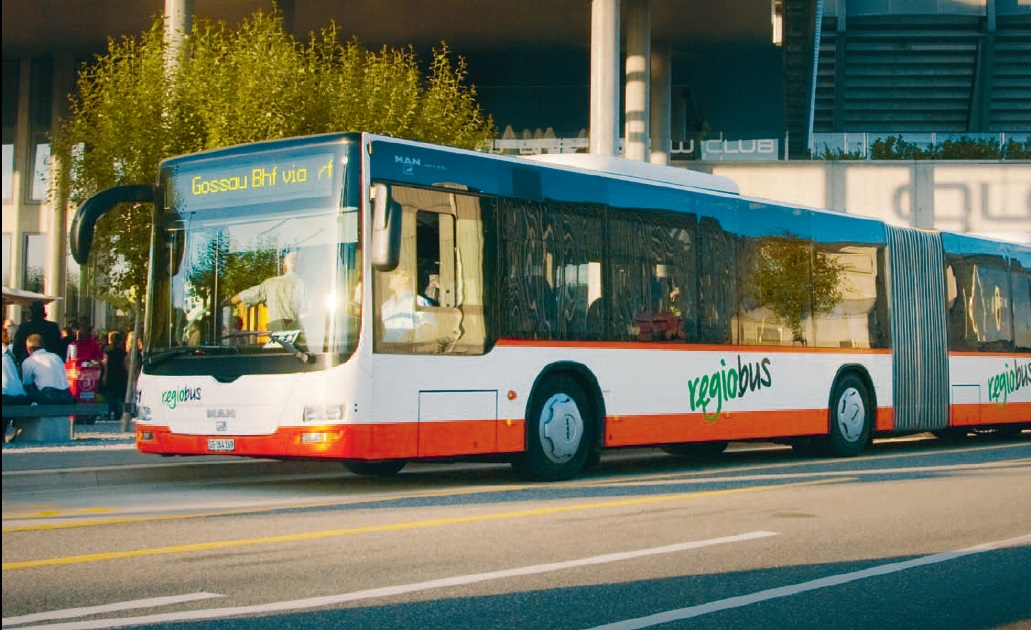
Niederflur-Gelenkbus des Regiobus in St. Gallen-Winkeln

1998 wird ein neues Erscheinungsbild umgesetzt: Aus AAGG wurde Regiobus. Bis 2003 durfte der Regiobus keine Passagiere auf dem Stadtgebiet St. Gallens transportieren, und die Busse verkehrten nur bis St. Gallen Stocken. Die jahrelang angestrebte Linienverlängerung bis zum Hauptbahnhof St. Gallen konnte 2003 verwirklicht. werden. Fünf neue MAN-Gelenkbusse nahmen 2008 ihren Betrieb auf der Hauptlinie Gossau–St. Gallen HB auf. Seit 2010 wird die Linie 151 Gossau–St. Gallen im 10-Minuten-Takt bedient. In diesem Jahr hatte der Regiobus 21 Fahrzeuge.
Seit 2013 betreibt der Regiobus die Linie 729 von Wil nach Uzwil. Die Gossauer haben bei der Ausschreibung die beste Offerte eingereicht. Ebenfalls 2013 wollten sowohl die VBSG als auch die Appenzeller Bahnen (AB) die Regiobus AG übernehmen. Die AB waren mit 40 % Anteil Hauptaktionärin des Gossauer Busbetriebs. Die Stadt Gossau und die Gemeinde Herisau besassen je 20 % der Aktien. Gossau und Herisau verhinderten eine Übernahme und kauften den Aktienanteil der AB. Seither teilen sich die beiden Körperschaften die Aktien am Unternehmen.

## Personal

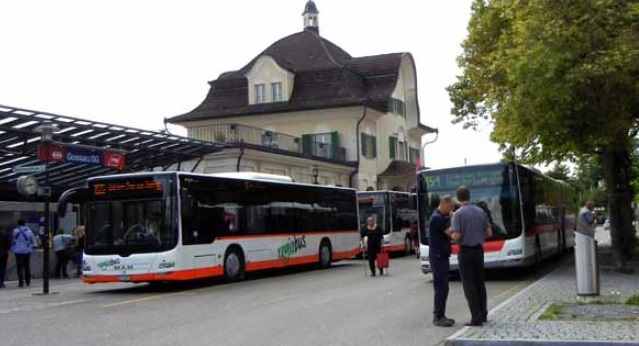
Fahrzeuge des Regiobus vor dem Bahnhof Gossau

| Fahrdienst         | Fahrdienst |
| ------------------ | ---------- |
| Fahrdienst Gossau  | 40         |
| Fahrdienst Herisau | 27         |
| Fahrdienst Wil     | 5          |
| Fahrdienstleiter   | 4          |

| Andere Bereiche | Andere Bereiche |
| --------------- | --------------- |
| Werkstatt       | 3               |
| Reinigung       | 8               |
| Verwaltung      | 8               |

## Betrieb

### Linien
Die Regiobus AG betreibt nebst den Nachtbussen 13 Linien:
| 151 | Gossau Bahnhof – St. Gallen HB – Spisertor1                |
| 152 | Gossau Bahnhof – Herisau Bahnhof                           |
| 155 | Gossau Bahnhof – Walter Zoo                                |
| 158 | Herisau Bahnhof – Abtwil St. Josefen – Engelburg Dorfplatz |
| 159 | Gossau Bahnhof – Arnegg – Andwil Post – Gossau Mettendorf  |
| 171 | Herisau Bahnhof – Schwellbrunn                             |
| 172 | Herisau Bahnhof – Saum                                     |

| 173 | Herisau Bahnhof – Spital/Migros          |
| 174 | Herisau Bahnhof – Säge                   |
| 175 | Herisau Bahnhof – Ramsen                 |
| 176 | Herisau Bahnhof – Rohren                 |
| 729 | Wil Bahnhof – Uzwil Bahnhof              |
| 731 | Wil Bahnhof – Kirchberg Fetzhof          |
| 980 | Gossau – Herisau – St. Gallen (Nachtbus) |

1Betrieb mit den VBSG

### Fahrzeuge

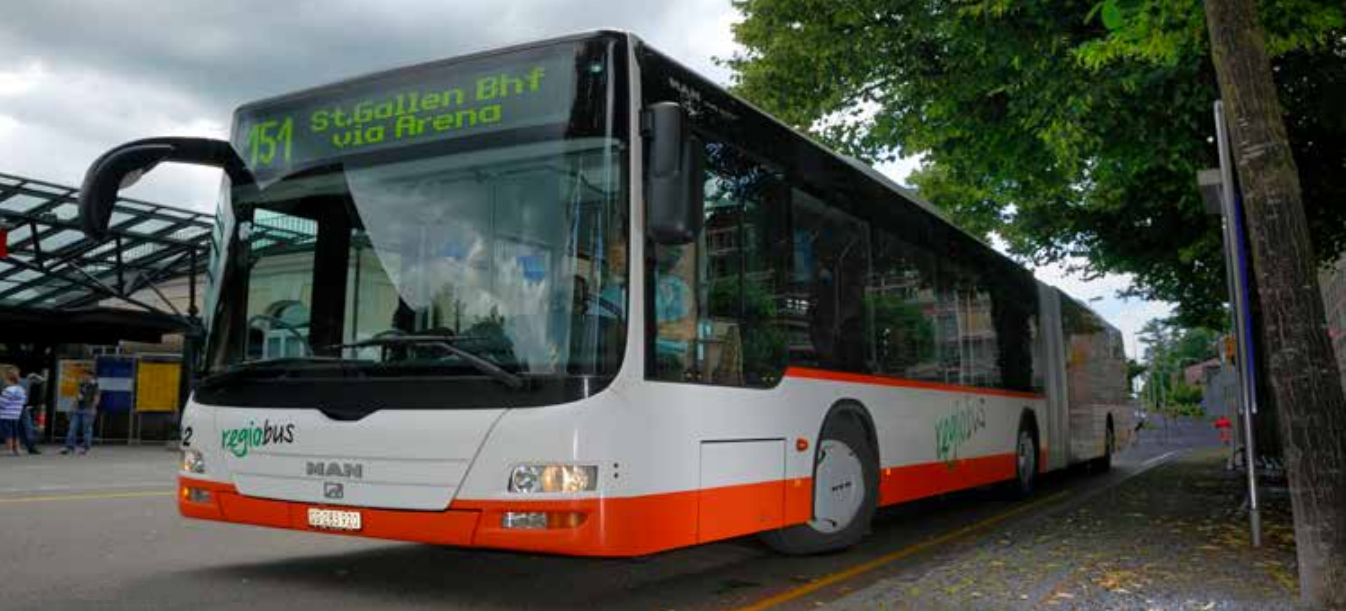
Gelenkbus am Ausgangspunkt der Linie 151 Gossau–St. Gallen

Es fahren Mercedes Citaro-Busse (Jahrgang ca. 2001) und MAN Lions City Gelenkbusse (nur auf der Linie 151).
2011 beschaffte das Unternehmen bei MAN zwei niederflurige 12-Meter-Standardbusse und einen dreiachsigen „Maxibus“ mit 13,7 Meter Länge. 2013 folgten drei weitere Standardbusse und ein dreiachsiger „Maxibus“.